# Шорников, Дмитрий Вячеславович
Дмитрий Вячеславович Шорников — капитан Федеральной службы безопасности Российской Федерации, погиб при исполнении служебных обязанностей во время Второй чеченской войны, кавалер ордена Мужества (посмертно).

## Биография
Дмитрий Вячеславович Шорников родился 10 декабря 1975 года в городе Пензе. С 1982 года учился в средней школе № 24 в родном городе, активно занимался спортом и общественной работой. В 1992 году поступил на следственный факультет Академии Федеральной службы безопасности Российской Федерации. Завершил обучение в 1997 году, после чего трудился следователем в следственном отделе Управления Федеральной службы безопасности Российской Федерации по Пензенской области.
В сентябре 2000 года капитан Дмитрий Вячеславович Шорников был направлен в зону контртеррористической операции на Северном Кавказе. Занимался расследованием преступлений, совершённых членами незаконных вооружённых формирований сепаратистов, неоднократно выполнял специальные задания по восстановлению правопорядка в Курчалоевском районе Чеченской Республики. 28 декабря 2000 года Шорников в составе оперативно-следственной группы выехал на очередное задание. В ходе движения колонна их автомашин попала в устроенную боевиками засаду. Завязалась ожесточённая перестрелка, в ходе которой Шорников получил ранение в голову, но продолжал вести огонь, прикрывая своих товарищей. Очередное ранение оказалось для него смертельным.
Похоронен на Новозападном кладбище города Пензы.
Указом Президента Российской Федерации капитан Дмитрий Вячеславович Шорников посмертно был удостоен ордена Мужества.

## Память
- В честь Шорникова названа улица в микрорайоне Заря в городе Пензе.
- Имя Шорникова носит средняя школа № 24 города Пензы, в которой он учился.
- На здании школы № 24 установлена мемориальная доска[4].
- В память о Шорникове ежегодно в Пензе проводятся соревнования по лыжному спорту[1].